# Polypogon chilensis
Polypogon chilensis là một loài thực vật có hoa trong họ Hòa thảo. Loài này được (Kunth) Pilg. miêu tả khoa học đầu tiên năm 1920.